# شینیچیرو اوتا (نوازنده)
شینیچیرو اوتا (انگلیسی: Shinichiro Ohta؛ زادهٔ ۲ اوت ۱۹۶۷) آهنگساز، گیتارنواز، همخوان اهل ژاپن است. وی از سال ۱۹۹۱ میلادی تاکنون مشغول فعالیت بوده‌است.